# 작은 이야기
"작은 이야기"(Small Story)는 한국에서 제작된 진영기 감독의 2002년 멜로/로맨스 영화이다. 박치화 등이 주연으로 출연하였다.

## 출연

### 주연
- 박치화
- 황은경

## 기타
- 조명: 홍영배
- 미술: 최미희